# Xanthoparmelia felkaensis
Xanthoparmelia felkaensis är en lavart som först beskrevs av Gyelnik, och fick sitt nu gällande namn av Hale. Xanthoparmelia felkaensis ingår i släktet Xanthoparmelia och familjen Parmeliaceae.   Inga underarter finns listade i Catalogue of Life.